# Покровка (Кармаскалинский район)
Покровка (баш. Покровка) — деревня в Кармаскалинском районе Республики Башкортостан Российской Федерации. Входит в состав Карламанского сельсовета. 

## География

### Географическое положение
Расстояние до:
- районного центра (Кармаскалы): 13 км,
- центра сельсовета (Улукулево): 9 км,
- ближайшей ж/д станции (Сахарозаводская): 1 км.

## Население
| 2002 | 2009 | 2010 |
| ---- | ---- | ---- |
| 44   | ↘36  | ↗47  |

Национальный состав
Согласно переписи 2002 года, преобладающая национальность — русские (73 %).